# Chesapeake Bay
Chesapeake Bay er det største flodudløb i USA. Det ligger som en bugt omkranset af Maryland og Virginia med udløb i Atlanterhavet. Chesapeake Bay afvander 166.534 km² – hele Washington DC og dele af New York, Pennsylvania, Delaware, Maryland, Virginia og West Virginia. Over 150 floder og vandløb har udløb i bugten.
Chesapeake Bay er omkring 300 km lang fra Susquehanna floden i nord til Atlanterhavet i syd. På dens smalleste punkt mellem Plum Point (nær Newtown) og Harford County's kyst nær Romney Creek er bugten 4,5 km bred. På det bredeste sted, lige syd for udløbet af Potomac-floden, er den 50 km bred. Det samlede areal af bugten er 11.600 km².
To broer fører over bugten: Chesapeake Bay Bridge krydser bugten i Maryland fra Sandy Point (ved Annapolis) til Kent Island, mens Chesapeake Bay Bridge-Tunnel i Virginia forbinder Virginia Beach med Cape Charles.
Ordet Chesepiooc er et Algonquin indiansk ord, der almindeligvis oversættes til "Store skaldyrsbugt". En rekonstruktion af Algonquin fra Virginia antyder, at ordet kan betyde noget i retning af "Stort vand", eller måske er det bare navnet på en landsby ved bugtens munding. 

## Geologi
Chesapeake Bay er den oversvømmede floddal fra Susquehanna-floden, dvs. der hvor floden løb tilbage i tiden, hvor vandstanden var lavere. Det er ikke en fjord, for isen nåede ikke så langt sydpå i istiden. Bugten blev skabt for omkring 10.000 år siden, i slutningen af sidste istid, hvor havet begyndte at stige og oversvømmede Susquehanna-floddalen.
Chesapeake Bays geologi, nuværende form og placering er også resultatet af et stort meteornedslag på stedet for omkring 35,5 mio. år siden.
En stor del af bugten er ganske lavvandet. Der hvor Sudquehanna-floden munder ud i bugten, er gennemsnitsdybden 9 meter, men den aftager hurtigt til 3 meter. Bugten er i gennemsnit knap 7 meter dyb. mere end 24% af bugten er under 2 meter dybt.
Klimaet i området omkring Chesapeake Bay er primært fugtigt subtropisk, med varme, våde somre og kolde eller milde vintre. Kun området omkring omkring udløbet af Sasquehanna har fastlandsklima, og her kan vandet være isdækket om vinteren. Det er meget sjældent, at resten af bugten fryser til om vinteren. Det skete senest i vinteren 1976-1977.
Da bugten er en flodmunding, er vandet fersk eller brakt. Det ferske vand strækker sig fra Sasquehanna til det nordlige Baltimore.

## Historie
Lucas Vásquez de Ayllón var den første europæer, som undersøgte og tegnede kort over Chesapeake Bay. Han etablerede en kortvarig spansk mission, "San Miguel de Guadalupe" i begyndelsen af det 16. århundrede, i nærheden af, hvor byen Jamestown senere opstod.
John Smith (Jamestown) fra England undersøgte og kortlagde bugten fra 1607 til 1609.
Under Den amerikanske uafhængighedskrigforegik det afgørende flådeslag i Chesapeake Bay. Ved Slaget ved Chesapeake i 1781 besejrede den franske flåde den britiske flåde.

## Vandskel
De største floder, som flyder ind i bugten, er, fra nord til syd:
- Susquehanna River
- Patapsco River
- Chester River
- Choptank River
- Patuxent River
- Potomac-floden
- Rappahannockfloden
- Nanticoke River
- York River
- Back River
- James River

## Fiskeindustri
Bugten var engang kendt for dens store bestande af skaldyr – især blåkrabber, muslinger og østers. De rige fangster førte til udviklingen af skipjack-båden, som er den eneste tilbageværende arbejdsbåd i USA, der stadig fører sejl. Båden er staten Marylands nationalbåd.
I dag er bugten knap så produktiv som tidligere, på grund af udledning af spildevand fra byer og landbrug. Et andet problem er indvandring af nye arter samt overudnyttelse af ressourcerne. Det årlige udbytte fra fiskeriet udgør ca. 40.000 tons.
Bugten er kendt for sin stribede bars fisk. Den var en overgang på randen af udryddelse, men har gjort et bemærkelsesværdigt comeback som følge af restriktioner over for fiskeriet efter denne art. Der har i en periode været totalforbud mod at fiske efter den. I dag kan stribede bars fiskes i begrænset omfang.
Østersopdræt er en voksende industri i bugten og hjælper med til at opretholde produktionen. Østers bidrager også til et bedre vandmiljø, da de filtrerer og renser vandet for urenheder.
Det er blevet beregnet, at østersbestanden tidligere, før år 1600, var i stand til at filtrere den samlede vandmængde i bugten i løbet af omkring tre et halvt døgn. I 1988 blev det beregnet, at den stærkt reducerede bestand af østers nu skulle bruge 325 dage på den samme opgave. Tiltagene med østers farme er en metode folk i Maryland har taget i anvendelse for at få renset forureningen.

## Turisme
Chesapeake Bay er stadig et væsentligt mål for turister, som besøger Maryland eller Virginia. Fiskeri, krabbefangst, badning og sejlads er stadig populære aktiviteter på vandet i Chesapeake Bay. Som turistattraktion har bugten derfor stor betydning for Marylands økonomi.